# Нерозлучник чорнощокий
Нерозлучник чорнощокий (Agapornis nigrigenis) — вид папуг.

## Поширення
Вид поширений на південному заході Замбії між річкою Кафуе на півночі та річкою Замбезі на півдні. Оскільки ареал виду знаходиться на кордоні країни, то він може бути поширеним у сусідніх районах Намібії, Ботсвани та Зімбабве, але немає достовірної інформації про його спостереження там. Живе у лісах мопане, неподалік великих водойм.

## Опис
Дрібний птах, завдовжки 14 см. Оперення в основному зелене, з червонувато-коричневим чолом і чорним горлом та щоками, що контрастують з білими навколоочними кільцями та дзьобом з білуватою основою та червоним кінчиком. Його ніжки сіруватого кольору.

## Спосіб життя
Мешкає в широколистяних лісах, де існують постійні запаси поверхневої води, оскільки птаху необхідний щоденний доступ до води. У посушливий сезон ці птахи можуть збиратися великими зграями до 800 і більше особин. Харчується насінням трав, рідше комахами, а також кукурудзою, сорго та просом.
Сезон розмноження припадає на листопад-грудень. Самка будує гніздо з кори та листя. Потім відкладає 3-5 яєць. Інкубація триває близько 24 днів. Приблизно через шість тижнів молодняк вилітає з гнізда.